# Gymnázium a Střední odborná škola pedagogická Jeronýmova
Gymnázium a SOŠPg Jeronýmova je všeobecné gymnázium v Liberci se čtyřletým a osmiletým studiem a střední odbornou školou pedagogickou. Budova gymnázia byla založena roku 1933 v Jeronýmově ulici v městské části Horní Růžodol Josefem Votočkem, prvním českým starostou Horního Růžodolu.

## Historie
Slavnost položení základního kamene školy proběhla 26. června 1932. Škola byla postavena staviteli Antonínem Vašátkem z Velkých Hamrů a Josefem Frýdou z Jilemnice podle projektu městského architekta Františka Cuce. Následující den vyšel od Votočků mohutný průvod, který prošel celým městem až na staveniště školy kde starosta Josef Votoček pronesl slavnostní řeč. Budova školy byla slavnostně otevřena o více než rok později 22. října 1933, opět se konal průvod, jenž tentokrát zastavil u hrobu Josefa Votočka, který se otevření školy nedožil. Ve škole byly instalovány bronzové pamětní desky s nápisy: „Postaveno za prvního prezidenta T. G. Masaryka a ministra školství a národní osvěty Ivana Dérera“ a „Památce Josefa Votočka, prvního českého starosty města, jakož i ostatních průkopníků českého školství v Horním Růžodole“. V budově byla zřízena Masarykova obecná a měšťanská škola. V roce 1953 se do školy přestěhovalo České gymnázium F. X. Šaldy z Hálkovy ulice, změněné reformou na jedenáctiletou školu, pod názvem 2. Střední všeobecně vzdělávací škola, které zde zůstalo až do roku 1986. V roce 1976 zde byla zřízena Střední pedagogická škola. V letech 1975–1986 se škola vyskytovala na několika místech v Liberci, postupně se vytvářela struktura školy až do roku 1986, kdy se škola přestěhovala do školní budovy v Jeronýmově ulici. V roce 1987 bylo zřízeno gymnázium a vznikly tři třídy prvního ročníku čtyřletého studia. Pedagogická škola, která v roce 1989 zanikla, byla o rok později opět obnovena, rovněž bylo otevřeno sedmileté studium v roce 1995 pak i osmileté studium. V roce 2012 škola zřídila nový čtyřletý obor, pedagogické lyceum. Vzniká Gymnázium a Střední pedagogická škola v Liberci.

## Budova školy

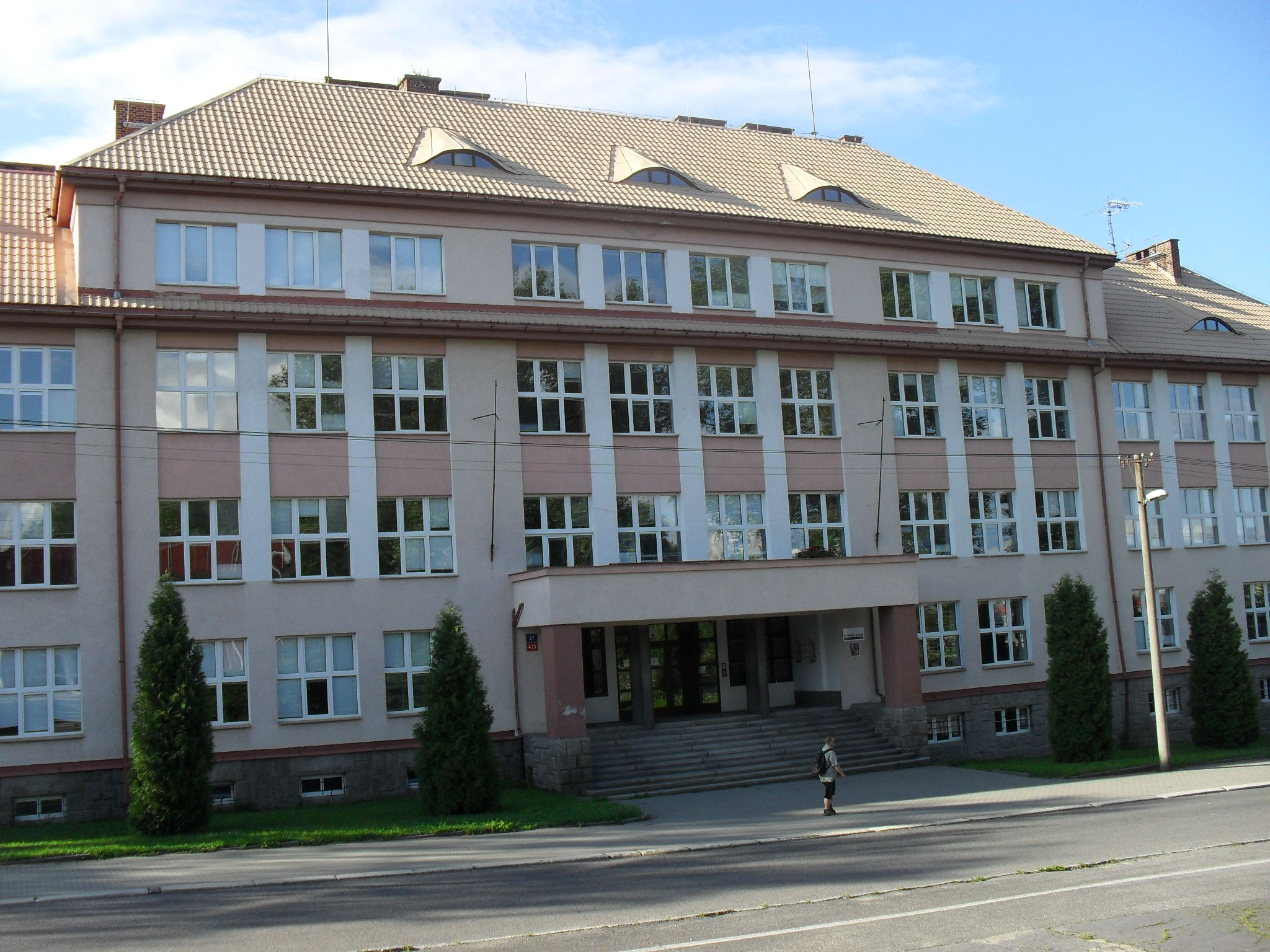
Pohled na budovu

Budova školy postavena v roce 1933 byla využívána bez větších rekonstrukcí až do roku 1991, kdy nastalo období oprav a stavebně technických změn, které trvalo až do roku 1995. Byly instalovány nové rozvody vody a tepla, vyměněna střešní krytina a nová okna. Z půdních prostorů byly vybudovány nové učebny, kabinety a ateliéry. V roce 1996 byla zahájena první etapa přístavby školy podle projektu Ing. Petra Veneše. Postavila se nová budova s učebnami, kuchyní, jídelnou, velkou tělocvičnou a vstupní hala spojující obě hlavní budovy. Druhá etapa přístavby školy proběhla v roce 1999, kdy byla postavena oddělená budova s knihovnou a studijním sálem. Venku za školou se postavilo nové sportoviště a parkovací plocha. V roce 2005 proběhla už jen rekonstrukce malé tělocvičny v hlavní budově.
Škola se nyní tedy skládá ze čtyř budov a dvou venkovních hřišť. K výuce zde slouží desítky klasických tříd, několik odborných učeben, které jsou všechny vybaveny DVD přehrávači, počítači a dataprojektory – a to učebna chemie, fyziky, biologie, zeměpisu, dějepisu, angličtiny a ZSV. Dále jsou zde tři počítačové učebny a tři vybavené laboratoře – chemie, biologie a fyziky. Mimo jiné jsou ve škole dva ateliéry – výtvarné výchovy a hudební výchovy, pro samostatné studium žáků je zde školní knihovna a pro sportovní aktivity malá a velká tělocvična, dvě venkovní hřiště a nově zrekonstruovaná posilovna. V roce 2016/2017 by měla být ve škole k dispozici nová sít Wi-Fi.

## Ředitelé školy
- Helena Kotyková (1976–1985)
- Jiří Kubín (1985–1989)
- Zdeňka Kutínová (1989–2012)
- Jaroslav Šťastný (2012–dosud)

## Názvy které škola užívala
- 1933 – Masarykova obecná a měšťanská škola
- 1953 – 2. jedenáctiletá střední škola v Liberci
- 1959 – Dvanáctiletá střední škola v Liberci
- 1961 – Střední všeobecně vzdělávací škola
- 1970 – Gymnasium v Liberci
- 1990 – Gymnázium a Střední pedagogická škola v Liberci
- 2006 – Gymnázium a Střední odborná škola pedagogická v Liberci

## Studium
Ve škole je momentálně 22 tříd a to 8 tříd osmiletého gymnázia, 8 čtyřletého, 4 třídy střední odborné školy pedagogické a 2 třídy pedagogického lycea.

### Gymnázium – čtyřleté studium
Kód: 7941K401
Zaměření čtyřletého studia je všeobecné, ale žáci se mohou volitelnými předměty částečně specializovat na humanitně nebo přírodovědně zaměřenou výuku. Studium je zakončeno maturitní zkouškou a jeho úkolem je připravit žáky na vysokoškolské studium.

### Gymnázium – osmileté studium
Kód: 7941K801
Zaměření osmiletého studia je všeobecné, ale žáci se mohou vhodnými volitelnými předměty specializovat na humanitní nebo přírodovědné obory. Studium je zakončeno maturitní zkouškou a jeho úkolem je připravit žáky na vysokou školu.

### Střední a odborná škola pedagogická
Kód: 7531M005
Čtyřleté studium zakončené maturitní zkouškou, studenti pedagogické školy jsou připravování na učitelství v
mateřských školách nebo na následné studium na vysokých školách. Tento obor umožňuje studium nejen dívkám, ale i chlapcům. Studium je vhodné pro humanitně zaměřené žáky.

### Pedagogické lyceum
Kód: 7842M03
Studium na Pedagogickém lyceu je čtyřleté, zakončené maturitní zkouškou. Studenti lycea jsou připravováni k vysokoškolskému studiu především na humanitně zaměřených VŠ, nebo pro povolání asistent pedagoga. Takto široce koncipovaný obor umožňuje studium nejen děvčatům, ale i chlapcům.

## Projekty a aktivity
Ve škole probíhá mnoho projektů a spojených s mnoha aktivitami, například:
- projekt Digitální třída - první škola v České republice, která má možnost otestovat ve výuce revoluční typ malého přenosného EeePC
- pěvecký sbor Gaudea – školní pěvecký sbor
- RATAB – sdružení pořádající každoročně tábor pro studenty libereckých gymnázií[4]
- školní časopis Jégéčko - poslední číslo: leden 2016, od školního roku 2016/2017 ho vede třída tercie
- školní televize jergymtv - šéfredaktor Matouš Müller

## Školní televize jergymtv
Pod vedením tehdejšího studenta tercie Matouše Müllera a prof. českého jazyka Mgr. Žanety Horanové vznikla v květnu roku 2013 na libereckém gymnáziu školní televize. Každý měsíc vysílá svůj pořad Zprávy jergym, který ve zhruba deseti minutách představí ty nejzajímavější a nejdůležitější události, které se událo v souvislosti s Gymnáziem & SOŠPg Jeronýmova. Školní televize mj. natáčí také společenské akce, jako jsou např. školní akademie, maturitní plesy, besedy zajímavých osobností a mnoho dalších. V současné době je hlavní tváří školní televize studentka čtyřletého gymnázia Tereza Štěpařová společně se studentem gymnázia Vojtěchem Bujárkem. Facebookové stránky spravuje Jiří Kubánek (ze stejné třídy, jako Matouš Müller).

## Školní časopis Jégéčko
Jégéčko je studentský měsíčník při Gymnáziu & SOŠPg Liberec Jeronýmova. Pokud máte chuť se na tomto projektu podílet a nevíte, kde začít, můžete nám nenápadně podsouvat články do rubrik Čím se baví gympláci či Cestování. Uvítáme krátké recenze nedávných kulturních akcí, též poezii a prózu jinak skladovanou na dně šuplíku. V neposlední řadě máte možnost pomocí inzerátů prodat nebo nakoupit učebnice. Poslední číslo vyšlo v lednu 2016 (kvůli rozpuštění redakce), avšak Mgr. Žaneta Horanová nechtěla tento projekt nechat zaniknout, tak požádala svou třídu, tercii, jestli by se tohoto projektu neujala. Plánuje se o novém rozvržení (A4→A5) a nových tématech. Původně se zamýšlelo o novém názvu, ale redakce se shodla, že je název Jégéčko již velmi zažitý a většina lidí na škole by si na to ani nezvykla.